# باولو زانتي
باولو زانتي (بالإيطالية: Paolo Zanetti)‏ هو لاعب كرة قدم إيطالي، ولد في 16 ديسمبر 1982 في فالداجنو في إيطاليا. شارك مع منتخب إيطاليا تحت 18 سنة لكرة القدم ومنتخب إيطاليا تحت 20 سنة لكرة القدم ومنتخب إيطاليا تحت 21 سنة لكرة القدم. أما مع النوادي، فقد لعب مع أتالانتا ونادي أسكولي ونادي إمبولي ونادي تورينو ونادي ريجيانا 1919 ونادي فيتشينزا.

## وصلات خارجية
- باولو زانتي على موقع قاعدة بيانات كرة القدم.إي يو (الإنجليزية)
- باولو زانتي على موقع عالم كرة القدم.نت (الإنجليزية)